# Nico Langmann
Nico Langmann (* 17. März 1997 in Wien) ist ein österreichischer Rollstuhltennisspieler und Paralympics-Teilnehmer. Er gewann 35 Turniere auf der internationalen Rollstuhltennis-Tour, zwei Junioren-Weltmeistertitel im Doppel und mehrere Staatsmeistertitel.

## Leben
Langmann wurde im Jahr 1999 in einen Autounfall verwickelt, der bei ihm eine Querschnittlähmung zur Folge hatte. Durch das Interesse seiner Familie kam er früh zum Tennissport; mit dem regelmäßigen Training begann er im Alter von neun Jahren. Seitdem spielt er für den RTC Fontana. 2015 legte er die Matura am Gymnasium Wenzgasse ab und konzentriert sich seither auf seinen Sport.

## Karriere
Langmann begann seine Karriere auf der internationalen Tour im Jahr 2009. Er verlor in der ersten Runde des Amateurbewerbs in Groß-Siegharts. 2012 kann als die erste erfolgreiche Saison auf der Tour angesehen werden; so konnte er einigen Erfolge über weit besser klassierte Spieler, sogar über manche Paralympioniken, feiern. 2013 fand er sich am Ende des Jahres mit dem 93. Platz in der Rangliste unter den Top 100 der Welt wieder. Im Herbst 2013 begann die Zusammenarbeit mit Werner Eschauer. Nach vier erspielten Finalteilnahmen bei internationalen Turnieren im Jahr 2014 konnte er sein Jahresabschlussranking auf den 52. Platz verbessern sowie zum ersten Mal den Doppel-Weltmeistertitel der Junioren holen, was ihm 2014 die Auszeichnung zum ÖBSV-Nachwuchssportler des Jahres einbrachte.
Nach einem schweren Skiunfall im Februar 2015, bei dem er sich unter anderem einen Schädelbasisbruch zuzog, musste er fast ein halbes Jahr auf die Teilnahme an Turnieren verzichten, wodurch sein Ranking im Juli 2015 auf den 80. Platz fiel. Er feierte mit dem Gewinn seiner ersten internationalen Titel (in Utrecht, Westende, Bukarest und Jerusalem) ein erfolgreiches Comeback, was ihn auf den 34. Weltranglistenplatz brachte. Außerdem konnte er im November 2015 Österreichs Nummer eins, Martin Legner, im Finale der Team-Staatsmeisterschaften bezwingen und so den Staatsmeistertitel gemeinsam mit Josef Riegler für Niederösterreich gewinnen.
2016 konnte er nach anfangs noch eher durchwachsenen Ergebnissen zwei weitere Titel auf der internationalen Tour einfahren, wodurch er Martin Legner auch in der Weltrangliste überholte und ihn nach 25 Jahren als Österreichs Nummer eins ablöste. Am 23. Mai 2016, dem Qualifikationsstichtag für die Paralympischen Spiele in Rio, belegte er den 28. Rang in der Weltrangliste und erfüllte somit das Limit, womit er jüngster Österreicher im paralympischen Team für Rio war.
Von 2019 bis 2022 wurde Langmann von Wolfgang Thiem trainiert. In dieser Periode nahm er bei den Paralympics in Tokio 2021 teil und erreichte gemeinsam mit Thomas Flax das Viertelfinale im Doppel.
Im September 2022 gründete er die „Nico Langmann Foundation“, eine gemeinnützige Organisation, um Kindern mit Behinderung den Zugang zum Sport zu ermöglichen. Für dieses soziales Engagement wurde er im Herbst 2024 im Zuge der Lotterien Gala Nacht des Sports als Sportler des Jahres in der Kategorie „Sportler mit Herz“ ausgezeichnet.
Im Jänner 2023 veröffentlichte Langmann seine Autobiografie mit dem Titel Wie man einen Traum aufgibt um ein Leben zu gewinnen.
2024 erhielt er wegen der Zusammenarbeit mit den Österreichischen Lotterien an einer Inklusions-Kampagne eine Geldstrafe von 10.000 US$, da Kooperationen zwischen Wettanbietern und Tennisspielern von der ITIA (International Tennis Integrity Agency) verboten sind.

## Auszeichnungen
- 2024: Sportler des Jahres Auszeichnung als „Sportler mit Herz“[12]